# جنی (بازیکن فوتبال)
جنی (انگلیسی: Geni؛ زادهٔ ۴ فوریهٔ ۱۹۸۰) بازیکن فوتبال اهل اسپانیا است.
از باشگاه‌هایی که در آن بازی کرده‌است می‌توان به باشگاه فوتبال رئال اویدو، باشگاه فوتبال رایو وایکانو، و باشگاه فوتبال دپورتیوو آلاوس اشاره کرد.